# Edward Matthew Rice

Wappen von Edward Matthew Rice

Edward Matthew Rice (* 28. Juli 1960 in St. Louis) ist ein römisch-katholischer Geistlicher und römisch-katholischer Bischof von Springfield-Cape Girardeau.

## Leben
Der Weihbischof in Saint Louis, James Terry Steib SVD, weihte ihn am 3. Mai 1986 zum Diakon und der Erzbischof von Saint Louis, John Lawrence May, weihte ihn am 3. Januar 1987 zum Priester.
Papst Benedikt XVI. ernannte ihn am 1. Dezember 2010 zum Weihbischof in Saint Louis und Titularbischof von Sufes. Die Bischofsweihe spendete ihm der Erzbischof von Saint Louis, Robert James Carlson, am 13. Januar des nächsten Jahres; Mitkonsekratoren waren Richard Frank Stika, Bischof von Knoxville, und John Raymond Gaydos, Bischof von Jefferson City.
Am 26. Februar 2016 ernannte ihn Papst Franziskus zum Bischof von Springfield-Cape Girardeau. Die Amtseinführung fand am 1. Juni desselben Jahres statt.